# 齊氏擬鱥
齊氏擬鱥（学名：Pseudophoxinus zeregi）是輻鰭魚綱鯉形目雅羅魚科的一個種，被IUCN列為極危保育類動物，分布於亞洲土耳其和敘利亞Orontes河和Quwayq河流域，體長可達6.7公分，棲息在河川中底層水域，因棲地破壞而受到威脅。